# Золотарёвский сельсовет
Золотарёвский сельсове́т — упразднённое сельское поселение в составе Ипатовского района Ставропольского края Российской Федерации.
Административный центр — село Золотарёвка.

## География
Находился в юго-западной части Ипатовского района. Общая площадь территории муниципального образования — 220,5 км². Расстояние от административного центра муниципального образования до районного центра — 40 км.

## История
10 марта 1929 года из Золотарёвского сельсовета в порядке разукрупнения выделились Николино-Пристанский и Мартыновский сельсоветы.
1 мая 2017 года все муниципальные образования Ипатовского района объединены в Ипатовский городской округ.

## Население
| 1989  | 2002  | 2010  | 2011  | 2012  | 2013  | 2014  | 2015  | 2016  |
| ----- | ----- | ----- | ----- | ----- | ----- | ----- | ----- | ----- |
| 3488  | ↗3516 | ↘3046 | ↘3035 | ↗3088 | ↘3027 | ↘2969 | ↘2932 | ↘2901 |
| 2017  |       |       |       |       |       |       |       |       |
| ↘2859 |       |       |       |       |       |       |       |       |

### Национальный состав
По итогам переписи населения 2010 года на территории поселения проживали следующие национальности (национальности менее 1 %, см. в сноске к строке «Другие»):
| Национальность | Численность | Процент |
| -------------- | ----------- | ------- |
| Русские        | 2747        | 90,18   |
| Армяне         | 105         | 3,45    |
| Украинцы       | 30          | 0,98    |
| Другие         | 164         | 5,38    |
| Итого          | 3046        | 100,00  |

## Состав поселения
| № | Населённый пункт   | Тип населённого пункта       | Население |
| - | ------------------ | ---------------------------- | --------- |
| 1 | Золотарёвка        | село, административный центр | ↘1122     |
| 2 | Малые Родники      | посёлок                      | →95       |
| 3 | Родники            | село                         | ↗474      |
| 4 | Софиевка           | село                         | ↘442      |
| 5 | Софиевский Городок | посёлок                      | ↘515      |

10 августа 1949 года Указом Президиума Верховного Совета РСФСР колония Нейфельд переименована в селение Верхнее.
7 июля 1964 года из списка населённых пунктов были исключены: хутора Успеновка и Штурпиловка как слившиеся с селом Золотарёвка, хутор Верхний как слившийся с селом Родники, хутор Черноморовка как слившийся с селом Софиевка.

## Местное самоуправление
Совет депутатов сельского поселения Золотарёвский сельсовет (состоит из 10 депутатов, избираемых на муниципальных выборах по одномандатным избирательным округам сроком на 5 лет)
Председатели сельсовета
- 1982-1992 - Пётр Васильевич Кулинченко[19]

Главы администрации
- 1992-2013 - Владимир Фёдорович Галенин[19]
- с 2013 - Владимир Петрович Кулинченко[19]

## Инфраструктура
- Золотарёвка. Социально-культурное объединение
- Золотарёвка. Сбербанк, Доп.офис № 5230/0365
- Софиевский Городок. Психоневрологический интернат

## Образование
- Родники. Детский сад № 12 «Родничок»
- Софиевский Городок. Детский сад № 14 «Солнышко»
- Золотарёвка. Детский сад № 26 «Сказка»
- Родники. Основная общеобразовательная школа № 1
- Золотарёвка. Средняя общеобразовательная школа № 4
- Малые Родники. Специальная (коррекционная) общеобразовательная школа-интернат № 13

## Экономика
- Золотарёвка. Сельскохозяйственный племенной производственный кооператив «Софиевский»[20]

## Спорт
- Золотарёвка. Футбольная команда «Жемчужина». Основана в 1949 году[21].

## Памятники
- Золотарёвка. Обелиск воинам, погибшим в годы Великой Отечественной войны. 1961 год[22]
- Софиевка. Братская могила 40 партизан отряда Трунова, погибших в годы гражданской войны. 1918—1920, 1961 года[23]